# Moster

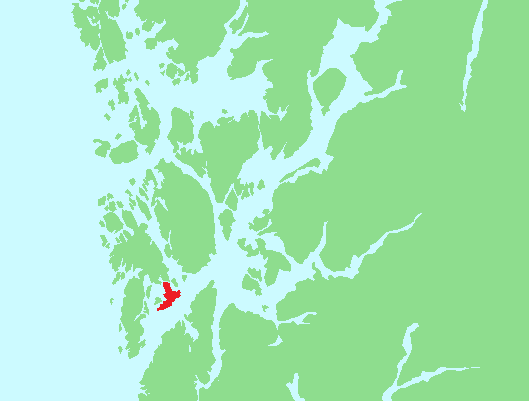
Moster

Moster est une île norvégienne du comté de Hordaland appartenant administrativement à Bømlo.

## Description
Rocheuse et désertique, à fleur d'eau, elle s'étend sur environ 5,2 km de longueur pour une largeur approximative de 6,8 km. 
Elle se situe au sud de la grande île de Bømlo entourée par le fjord Bømlafjorden (en). Le canal navigable de Røyksund sépare Moster de l'île de Bømlo. Un pont de la route 542 traversant le canal, relie l'île au reste de la municipalité, qui à son tour est reliée au continent via le Triangle Link (en).
L'île contient le village de Mosterhamn connu pour ses Old Moster Church (en) et Moster Church (en). 

## Histoire
En 1024 eut lieu à Moster le Thing du roi Olaf II et de l'évêque Grimketel qui a fait du christianisme la religion nationale de la Norvège.